# James Calhoun
James Calhoun (Cincinnati, 24 agosto 1845 – Little Bighorn, 25 giugno 1876) è stato un militare statunitense. Cognato di George Armstrong Custer, di Thomas Custer e di Boston Custer è stato un volontario dell'Esercito dell'Unione durante la guerra civile americana e comandante di cavalleria dell'Esercito degli Stati Uniti durante le guerre indiane.

## Biografia
James Calhoun nacque a Cincinnati, Ohio, il 24 agosto 1845, primo di quattro figli di James Calhoun Sr. e Charlotte Sanxay. La sua era una famiglia benestante appartenente a una dinastia di ricchi mercanti che avevano interessi commerciali non solo nell'Ohio, ma anche negli stati limitrofi.
James e il fratello Frederick erano ragazzi colti e ben educati e i genitori si aspettavano di inserirli un giorno nella prospera attività di famiglia. Allo scoppio della guerra civile americana il giovane James era in Europa e vi rimase per due anni. Rientrato in patria, nel 1864 si arruolò, con il fratello Frederick, da volontario nell'Esercito dell'Unione.

## Carriera militare
Nel corso delle operazioni, James si distinse per zelo e forte attaccamento al dovere tanto da ottenere i galloni di sergente in breve tempo. Al termine della guerra, con grande disappunto dei familiari, James decise di continuare a prestare servizio nell'esercito e la sua carriera fu abbastanza rapida. A luglio del 1867 fu promosso sottotenente del 32º Reggimento di fanteria che era di stanza a Fort Hays (Kansas), per poi essere assegnato nel 1869, a seguito della riorganizzazione dell'esercito, al 7º Reggimento di cavalleria.
In quel periodo cominciò a frequentare la famiglia Custer e fece conoscenza con Margaret Custer, sorella di George Armstrong Custer. Fu grazie all'appoggio dello stesso Custer che nel 1870 ebbe i gradi di tenente e assegnato alla compagnia C del 7º Cavalleggeri. James Calhoun e Margaret Custer si sposarono il 7 marzo 1872 a Monroe e James, o Jimmy come era chiamato familiarmente, entrò così a far parte ufficialmente di quel ristretto gruppo di persone che formavano il "Clan Custer".
Agli inizi del 1873, il 7º Cavalleggeri era di stanza a Fort Abraham Lincoln a sud della città Bismarck, nel Territorio del Dakota. Custer si fidava di James Calhoun e lo stimava professionalmente tanto da nominarlo suo aiutante. Malgrado la dura e faticosa vita degli avamposti di frontiera, James aveva conservato il portamento distinto proprio del suo contesto familiare e per i suoi capelli biondi, gli occhi scuri e i tratti gentili del viso era conosciuto con il soprannome di "Adone del Settimo".
Durante il periodo di permanenza a Fort Lincoln i soldati avevano il compito principale di proteggere i lavori della ferrovia Northern Pacific che si spingeva verso ovest, ma furono chiamati a svolgere anche altre e più impegnative operazioni. Nell'estate di quell'anno James con il reggimento di Custer prese parte alla spedizione di Yellowstone guidata dal generale David Stanley attraverso zone inesplorate e non ancora mappate.
L'anno successivo Calhoun partecipò alla spedizione militare e scientifica che Custer guidò nel territorio delle Black Hills alla ricerca dell'oro che si diceva ci fosse su quei monti. Dei 60 giorni della spedizione egli tenne un accurato resoconto annotando impressioni e sensazioni nelle pagine di un diario che è stato pubblicato, sotto forma di libro, nel 1979 da Lawrence Frost. Calhoun, tra l'altro, rimarca la complessità della preparazione e dell'esecuzione di quella spedizione in un territorio ostile, ma anche la bellezza della natura di luoghi incontaminati. Nel diario, il 2 luglio egli annota «L'aria è serena e il sole brilla in tutto il suo splendore. Gli uccelli cantano dolcemente mentre si alzano in volo. La natura sembra sorridere ad ogni nostro movimento. Tutto sembra incoraggiarci ad andare avanti ....». Ma nel diario egli ha anche modo di manifestare apertamente il suo disprezzo per il modo di vivere degli indiani, idee queste non dissimili da quelle del cognato George.

## La morte
Il 17 maggio 1876, Calhoun lasciò Fort Abraham Lincoln con la colonna di Custer diretto verso la regione del fiume Powder, a nord-est delle Bighorn Mountains. Lo scopo di questa operazione era quello di costringere gli indiani "ostili" a rientrare nelle riserve. Benché il suo ruolo fosse quello di essere al comando della Compagnia C, in quella circostanza a Calhoun venne assegnata temporaneamente la Compagnia L il cui comandante era stato provvisoriamente distaccato come aiutante del generale Philip H. Sheridan.
Il 25 giugno nella battaglia del Little Bighorn l'intero contingente di Custer venne spazzato via in breve tempo dalle forze congiunte di Oglala Sioux e Cheyenne. Sul campo di battaglia, oltre a Custer, rimasero i corpi di Thomas e Boston Custer e quello del nipote Henry Reed. Il corpo di Calhoun fu trovato poco distante su una altura, che oggi porta il suo nome, tra quelli dei quaranta soldati della sua compagnia con tutt'intorno i segni di un feroce combattimento e di una accanita resistenza da parte dei cavalleggeri.
I suoi resti furono sepolti sul campo di battaglia del Little Bighorn, ma nel 1877 furono riesumati per essere reinterrati nel cimitero nazionale di Fort Leavenworth in Kansas.  Sul campo di battaglia una lastra in pietra segna il luogo in cui il suo corpo fu scoperto e inizialmente sepolto.